# Коллиньон, Эдуард
Карл Эдуард Коллиньон (фр. Romain-Charles-Édouard Collignon; 1831—1913) — французский математик и инженер.
Обучался в Парижской политехнической школе и в школе мостов и шоссе. С 1857 по 1862 годы был в России и принимал участие в постройке Петербурго-Варшавской и Московско-Нижегородской железных дорог. С 1879 года получил кафедру механика в школе мостов и шоссе в Париже. 

## Награды
- Премия Понселе (1888)

## Сочинения
Наиболее известны его работы:
- «Sur les chemins de fer russes»;
- «Cours élémentaire de mécanique»;
- «Cours de mécanique appliquée»;
- «Les machines»;
- «Traité de mécanique»;
- «Cours d’analyse»;
- «Travaux publics de la France» (ред.).